# Herzogenbuchsee
Herzogenbuchsee (toponimo tedesco) è un comune svizzero di 7 367 abitanti del Canton Berna, nella regione dell'Emmental-Alta Argovia (circondario dell'Alta Argovia).

## Storia
Il 1º gennaio 2008 ha inglobato il comune soppresso di Oberönz.

## Monumenti e luoghi d'interesse

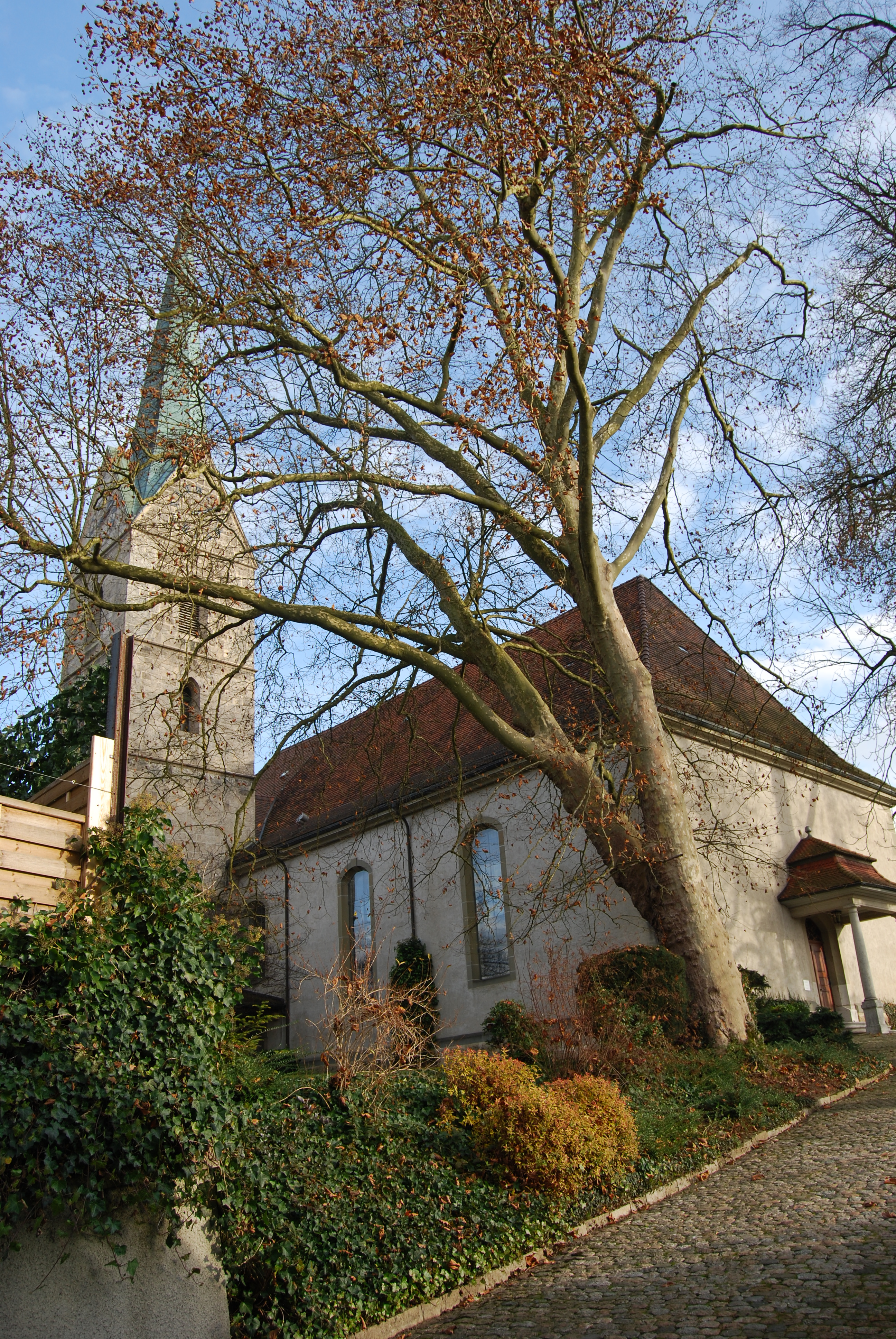
La chiesa riformata

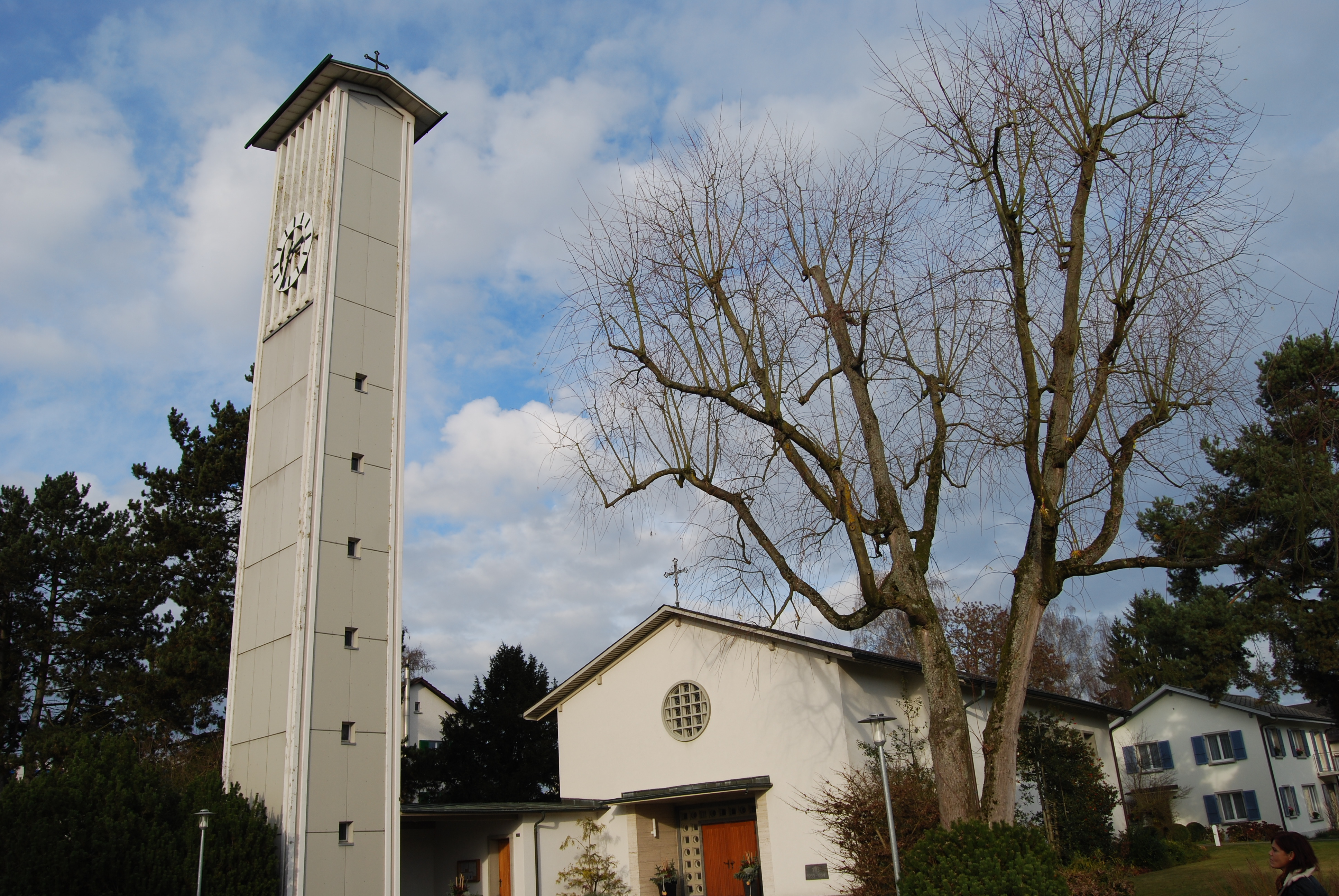
La chiesa cattolica

- Chiesa riformata (già di San Martino), attestata dall'886 e ricostruita nel 1728[4];
- Chiesa cattolica in località Heimenhausenfeld, eretta nel 1953-1954[4].

## Società

### Evoluzione demografica
L'evoluzione demografica è riportata nella seguente tabella:
Abitanti censiti

## Geografia antropica

### Frazioni
Le frazioni di Herzogenbuchsee sono:
- Heimenhausenfeld
- Holz
- Oberönz[6]
  - Eggen
  - Moos
  - Unterfeld

## Infrastrutture e trasporti

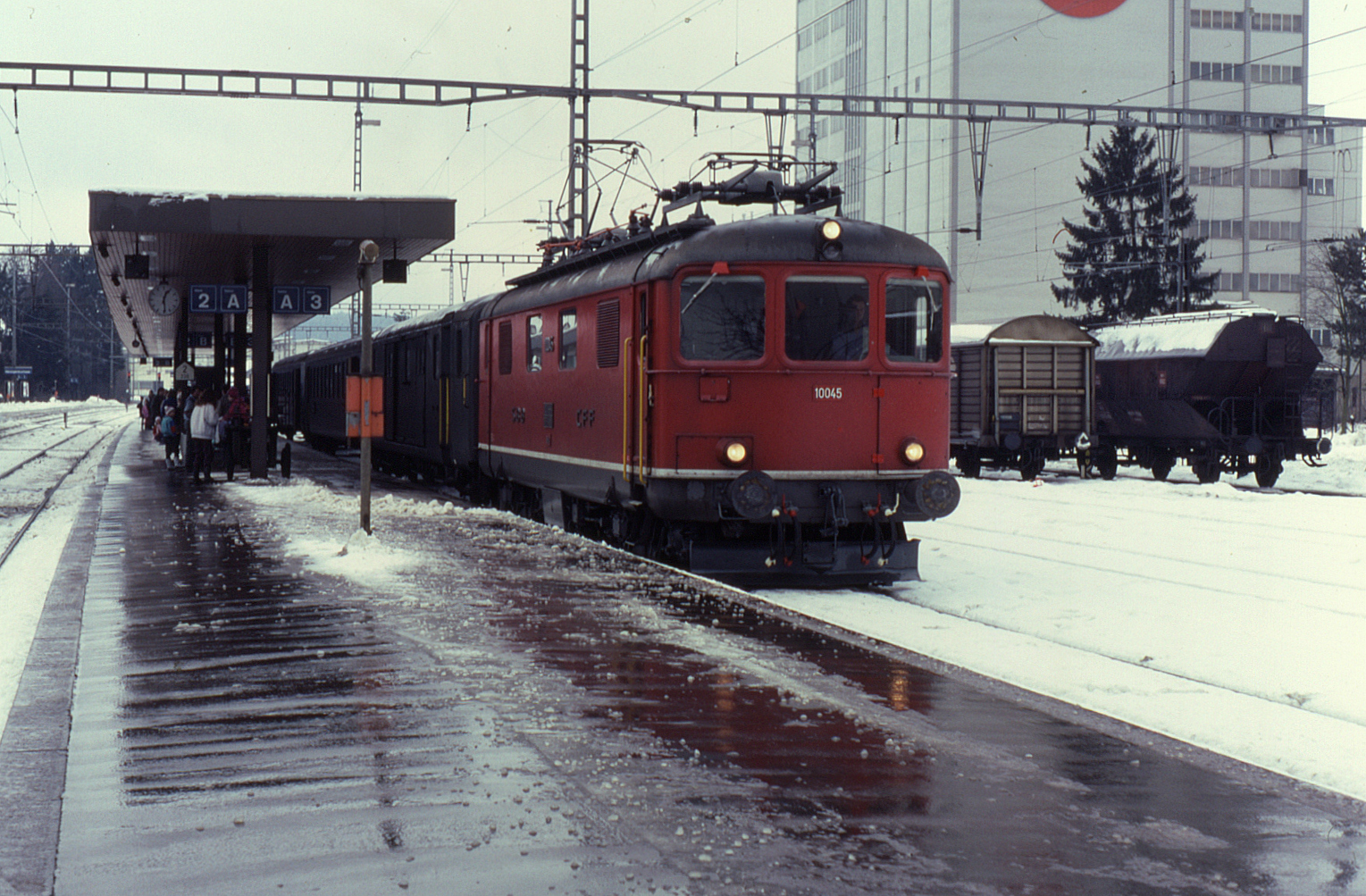
La stazione di Herzogenbuchsee

Herzogenbuchsee è servito dall'omonima stazione sulla ferrovia Berna-Olten, capolinea della ferrovia Soletta-Herzogenbuchsee (soppressa nel 1992).

## Amministrazione
Ogni famiglia originaria del luogo fa parte del cosiddetto comune patriziale e ha la responsabilità della manutenzione di ogni bene ricadente all'interno dei confini del comune.